# Камил (име)
Камил  је мушко име које на арапском означава „у целости“, „целовит“, „комплетан“. Такође се може протумачити као „савршен“.
Камил је и пољско мушко име, а распрострањено је и у чешкој и словачкој. Ово име потиче од римског презимена camillus непознатог порекла (мада се често са латинског преводи као „помоћник свештеника“ или „рођен од слободних родитеља“).
Женски облик овога имена је Камила
Камил имендан слави 14. јула, 18. јула и 25. септембра.
У чешкој је 2006. године било 14.177 људи који су носили име Камил и оно с еналазило на 58. месту по заступљености међу чешким именима.
Заступљеност имена Камил у Чешкој
| Година      | Број        | Место       |
| 1999.       | 13.859      | 55.         |
| 2002.       | 13.972      | 55.         |
| Упоређивање | за 113 више | без промене |
| 2006.       | 14.177      | 58.         |